# QCIF
QCIF (ang. Quarter Common Intermediate Format) – format nagrywania wideokonferencji, w którym obraz zapisywany jest w rozdzielczości 144 punktów na 176 punktów (144 × 176). Dawniej stosowany w telefonach komórkowych.